# Cantus Cölln
Cantus Cölln est un ensemble vocal allemand spécialisé dans la musique baroque, fondé en 1987 et dirigé par Konrad Junghänel.

## Discographie sommaire
- Claudio Monteverdi : Vespro della beata Vergine (DHM)
- Dietrich Buxtehude : Cantates sacrées (Harmonia Mundi)
- Nikolaus Bruhns : Deutsche Kantaten  (Harmonia Mundi)
- Johann Sebastian Bach : Actus Tragicus (Harmonia Mundi)
- Johann Sebastian Bach : Passion selon saint Jean - version de 1749 (Accent)
- Heinrich Schütz : Psalmen Davids (Harmonia Mundi)